# Being Boring
Being Boring è un singolo del gruppo musicale britannico Pet Shop Boys, pubblicato il 12 novembre 1990 come secondo estratto dal quarto album in studio Behaviour.
Il singolo non raccolse molto successo, infatti entrò solamente nella Top20 inglese alla 20ª posizione, e venne quasi ignorato dal pubblico. Tuttavia, la rivista Time lo incluse tra le migliori 100 canzoni mai realizzate sin da quando la rivista ebbe vita nel 1923.

## Descrizione
La canzone si incentra sull'idea di "crescere" e di come le idee e i punti di vista sulla vita cambino quando si cresce. Il titolo venne fuori dopo che il duo, da un critico giapponese, venne definito "essere noioso" (tradotto dall'inglese "Being Boring"). Il titolo deriva anche da una frase pronunciata da Zelda Fitzgerald, "she refused to be bored chiefly because she wasn't boring" (tradotto dall'inglese "lei rifiutava di annoiarsi perché non era noiosa").
"Ho amato le parole", dichiara Tennant in un'intervista "e realmente sentivo che era un qualcosa di cui volevo essere parte di... nel testo c'è la sensazione che i tempi di oggi sono diversi, sensazioni diverse a causa di com'è oggi il mondo"
Il brano fu composto nello studio di registrazione di Glasgow, dove il duo compose anche i brani My October Symphony, The End Of The World (entrambi inclusi nell'album Behaviour) e la non-ancora registrata Love and War.

## Promozione
Il singolo è stato commercializzato nel 1990 con l'inclusione della b-side inedita We All Feel Better in the Dark, che si basa sulla musica scritta da Chris Lowe e figura Lowe stesso come voce principale. Come lui stesso spiegò: "L'idea venne da una cassetta che comprai in un negozio vicino agli studio. Si intitolava The Secrets Of Sexual Attraction (tradotto dall'inglese, I Segreti dell'attrazione sessuale). Le parole sono terribili. Orribili. Imbarazzanti"
Nonostante il basso impatto nelle classifiche musicali e nelle vendite, Being Boring fa costantemente parte della lista di canzoni più frequentemente eseguite nei concerti dei Pet Shop Boys; non solo, Being Boring con il passare degli anni è stata definita dai fan tra i migliori brani del duo. Ironicamente, per diversi fattori fra cui la complessità nel cantarla dal vivo, inizialmente il brano non fu mai eseguito nel Performance Tour del 1991; ciò ha comportato centinaia di migliaia di richieste da parte dei fan, fra i cui nomi altisonanti spicca Axl Rose dei Guns N' Roses, che si lamentavano della esclusione e chiedevano l'aggiunta di Being Boring fra le canzoni da eseguire dal vivo. Venne così aggiunta alle canzoni del tour, raccogliendo un gran successo sul pubblico (probabilmente "la miglior accoglienza della notte del concerto").
Il brano divenne uno dei preferiti dei fan e fu eseguito live durante il già citato Performance Tour del 1991. Il remix del brano fu eseguito dai remixer Brothers In Rhythm e fu incluso nell'album di remix Disco 2.

## Video musicale
Il videoclip di Being Boring, il primo girato dal fotografo Bruce Weber, è totalmente in bianco e nero: girato nei pressi di Long Island, esso mostra una festa in un appartamento e comincia con un uomo che nuota in piscina nudo, mentre compare il messaggio "I came from Newcastle in the North of England. We used to have lots of parties where everyone got dressed up and on one party invitation was the quote 'she was never bored because she was never boring'. The song is about growing up - the ideals that you have when you're young and how they turn out" (tradotto in italiano, "Vengo da Newcastle, nel Nord dell'Inghilterra. Facevamo un sacco di feste, ci si vestiva eleganti, e un invito diceva 'non era noiosa perché non era mai annoiata'. La canzone parla di quando si cresce: gli ideali che si hanno da giovane, e quello che diventano").
Il videoclip di Being Boring vinse il premio Music Week's Best Video Of The Year Award.

## Tracce
7" (Regno Unito)
1. "Being Boring" (4:50)
2. "We All Feel Better In The Dark" (4:00)

12" (Regno Unito)
1. "Being Boring" (Extended Mix) (10:38)
2. "We All Feel Better In The Dark" (Extended Mix) (6:45)
3. "Being Boring" (4:50)

12" (Regno Unito) – remix
1. "Being Boring" (Marshall Jefferson Remix) (9:04)
2. "We All Feel Better In The Dark" (Brothers In Rhythm After Hours Climax) (5:29)
3. "We All Feel Better In The Dark" (Brothers In Rhythm Ambient mix) (5:20)

## Classifiche
| Classifica (1990) | Posizione massima |
| ----------------- | ----------------- |
| Australia         | 82                |
| Austria           | 30                |
| Germania          | 13                |
| Italia            | 10                |
| Paesi Bassi       | 66                |
| Regno Unito       | 20                |
| Svezia            | 16                |
| Svizzera          | 16                |